# Dekanija Murska Sobota
Dekanija Murska Sobota je rimskokatoliška dekanija Škofije Murska Sobota. 

## Župnije
1. Župnija Bakovci
2. Župnija Cankova
3. Župnija Dolenci
4. Župnija Gornji Petrovci
5. Župnija Grad
6. Župnija Kančevci
7. Župnija Kuzma
8. Župnija Markovci
9. Župnija Martjanci
10. Župnija Murska Sobota
11. Župnija Pečarovci
12. Župnija Pertoča
13. Župnija Sv. Jurij v Prekmurju
14. Župnija Tišina